# 매들린 페치
매들레인 페치(영어: Madelaine Petsch, 영어 발음: /mædə'leɪn/, 1994년 8월 8일 ~ )는 미국의 배우이다. 드라마 《리버데일》(2017-23)의 셰릴 블로섬 역으로 잘 알려져 있다.

## 출연 작품

### 영화
- 스트레인저스: 챕터1 (2024)

### 텔레비전
- 리버데일 (2017-23)